# 6e étape du Tour de France 2013
Pour un article plus général, voir Tour de France 2013.
La 6e étape du Tour de France 2013 s'est déroulée le jeudi 4 juillet 2013. Elle part de Aix-en-Provence et arrive à Montpellier.

## Parcours
Cette sixième étape du Tour de France 2013 traverse trois départements : les Bouches-du-Rhône, le Gard, et l'Hérault, avec 176 km de course. En plus du sprint à Maussane-les-Alpilles, le peloton passe par le Col de la Vayède, aux Baux-de-Provence, classé en quatrième catégorie.

## Déroulement de la course

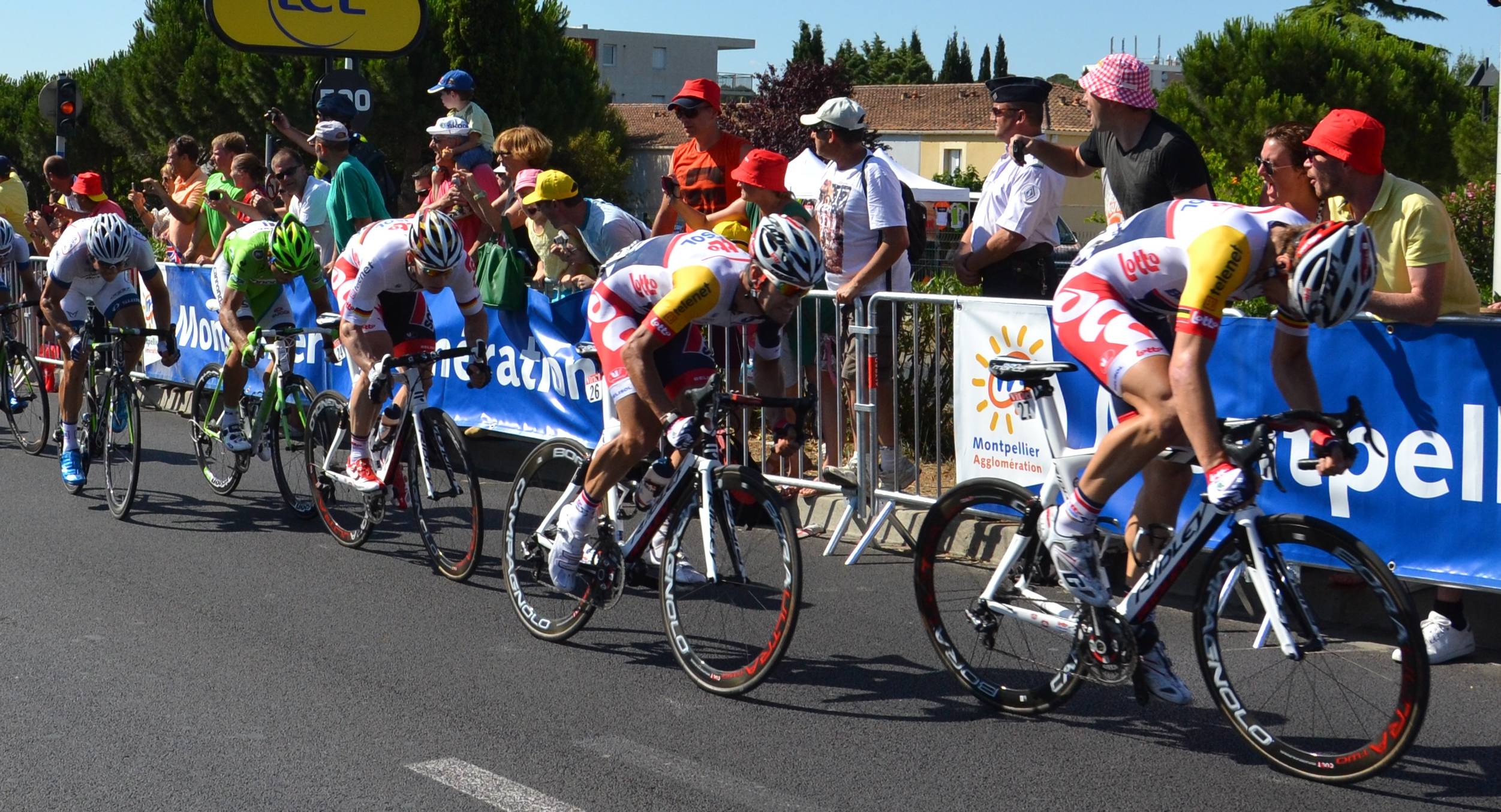
Arrivée au sprint à Montpellier (André Greipel en 3e position).

Attaque dès le départ du coureur espagnol Luis Ángel Maté (Cofidis). Personne ne vient se joindre au coureur ibérique, qui part donc pour une échappée en solitaire, rendue difficile par un fort vent de trois-quart face. Après avoir compté plus de 5 minutes d'avance, Maté parti dans une échappée trop compliquée, s'est relevé. L'Espagnol est repris à 132 km de l'arrivée par un peloton mené par la formation du maillot jaune, l'équipe Orica-GreenEDGE.
C'est un peloton groupé qui se présente au sprint intermédiaire de Maussane-les-Alpilles, avec l'Allemand André Greipel (Lotto-Belisol) qui passe en tête. En menant le peloton, c'est le Biélorusse Kanstantsin Siutsou (Sky) qui passe en tête au col de la Vayède, classé en 4e catégorie. Nacer Bouhanni (FDJ.fr) abandonne au km 90 pour des raisons médicales, Fredrik Kessiakoff (Astana) l'imite lui aussi lors du ravitaillement. Le peloton emmené par les équipes de sprinters à une allure élevée, et le vent étant fort, il n'y a plus aucune tentative d'échappée.
L'étape se conclut par un sprint massif. Bien emmené par ses coéquipiers, Greipel passe le premier la ligne d'arrivée, devant Peter Sagan (Cannondale) et Marcel Kittel (Argos-Shimano). Mark Cavendish (Omega Pharma-Quick Step) diminué par une chute durant l'étape termine quatrième. Daryl Impey (Orica-GreenEDGE) dépossède son coéquipier Simon Gerrans du maillot jaune et devient le premier Africain à porter la tunique de leader du Tour de France.

## Résultats

### Classement de l'étape
| Classement de la 6e étape | Classement de la 6e étape | Classement de la 6e étape | Classement de la 6e étape | Classement de la 6e étape |
|                           | Coureur                   | Pays                      | Équipe                    | Temps                     |
| ------------------------- | ------------------------- | ------------------------- | ------------------------- | ------------------------- |
| 1er                       | André Greipel             | Allemagne                 | Lotto-Belisol             | en 3 h 59 min 2 s         |
| 2e                        | Peter Sagan               | Slovaquie                 | Cannondale                | m.t                       |
| 3e                        | Marcel Kittel             | Allemagne                 | Argos-Shimano             | m.t                       |
| 4e                        | Mark Cavendish            | Royaume-Uni               | Omega Pharma-Quick Step   | m.t                       |
| 5e                        | Juan José Lobato          | Espagne                   | Euskaltel Euskadi         | m.t                       |
| 6e                        | Alexander Kristoff        | Norvège                   | Katusha                   | m.t                       |
| 7e                        | José Joaquín Rojas        | Espagne                   | Movistar                  | m.t                       |
| 8e                        | Danny van Poppel          | Pays-Bas                  | Vacansoleil-DCM           | m.t                       |
| 9e                        | Roberto Ferrari           | Italie                    | Lampre-Merida             | m.t                       |
| 10e                       | Samuel Dumoulin           | France                    | AG2R La Mondiale          | m.t                       |
| modifier                  |                           |                           |                           |                           |

### Points attribués
| Sprint intermédiaire de Maussane-les-Alpilles (km 63) | Sprint intermédiaire de Maussane-les-Alpilles (km 63) | Sprint intermédiaire de Maussane-les-Alpilles (km 63) | Sprint intermédiaire de Maussane-les-Alpilles (km 63) | Sprint intermédiaire de Maussane-les-Alpilles (km 63) |
| ----------------------------------------------------- | ----------------------------------------------------- | ----------------------------------------------------- | ----------------------------------------------------- | ----------------------------------------------------- |
|                                                       | Coureur                                               | Pays                                                  | Équipe                                                | Point(s)                                              |
| 1er                                                   | André Greipel                                         | Allemagne                                             | Lotto-Belisol                                         | 20                                                    |
| 2e                                                    | Mark Cavendish                                        | Royaume-Uni                                           | Omega Pharma-Quick Step                               | 17                                                    |
| 3e                                                    | Alexander Kristoff                                    | Norvège                                               | Katusha                                               | 15                                                    |
| 4e                                                    | Peter Sagan                                           | Slovaquie                                             | Cannondale                                            | 13                                                    |
| 5e                                                    | Gert Steegmans                                        | Belgique                                              | Omega Pharma-Quick Step                               | 11                                                    |
| 6e                                                    | Juan Antonio Flecha                                   | Espagne                                               | Vacansoleil-DCM                                       | 10                                                    |
| 7e                                                    | Fabio Sabatini                                        | Italie                                                | Cannondale                                            | 9                                                     |
| 8e                                                    | Michał Kwiatkowski                                    | Pologne                                               | Omega Pharma-Quick Step                               | 8                                                     |
| 9e                                                    | Sylvain Chavanel                                      | France                                                | Omega Pharma-Quick Step                               | 7                                                     |
| 10e                                                   | Danny van Poppel                                      | Pays-Bas                                              | Vacansoleil-DCM                                       | 6                                                     |
| 11e                                                   | Peter Velits                                          | Slovaquie                                             | Omega Pharma-Quick Step                               | 5                                                     |
| 12e                                                   | Brent Bookwalter                                      | États-Unis                                            | BMC Racing                                            | 4                                                     |
| 13e                                                   | Svein Tuft                                            | Canada                                                | Orica-GreenEDGE                                       | 3                                                     |
| 14e                                                   | Marcus Burghardt                                      | Allemagne                                             | BMC Racing                                            | 2                                                     |
| 15e                                                   | Brett Lancaster                                       | Australie                                             | Orica-GreenEDGE                                       | 1                                                     |
| modifier                                              |                                                       |                                                       |                                                       |                                                       |

| Classement de l'étape | Classement de l'étape | Classement de l'étape | Classement de l'étape   | Classement de l'étape |
| --------------------- | --------------------- | --------------------- | ----------------------- | --------------------- |
|                       | Coureur               | Pays                  | Équipe                  | Point(s)              |
| 1er                   | André Greipel         | Allemagne             | Lotto-Belisol           | 45                    |
| 2e                    | Peter Sagan           | Slovaquie             | Cannondale              | 35                    |
| 3e                    | Marcel Kittel         | Allemagne             | Argos-Shimano           | 30                    |
| 4e                    | Mark Cavendish        | Royaume-Uni           | Omega Pharma-Quick Step | 26                    |
| 5e                    | Juan José Lobato      | Espagne               | Euskaltel Euskadi       | 22                    |
| 6e                    | Alexander Kristoff    | Norvège               | Katusha                 | 20                    |
| 7e                    | José Joaquín Rojas    | Espagne               | Movistar                | 18                    |
| 8e                    | Danny van Poppel      | Pays-Bas              | Vacansoleil-DCM         | 16                    |
| 9e                    | Roberto Ferrari       | Italie                | Lampre-Merida           | 14                    |
| 10e                   | Samuel Dumoulin       | France                | AG2R La Mondiale        | 12                    |
| 11e                   | Cyril Lemoine         | France                | Sojasun                 | 10                    |
| 12e                   | Edvald Boasson Hagen  | Norvège               | Sky                     | 8                     |
| 13e                   | Daryl Impey           | Afrique du Sud        | Orica-GreenEDGE         | 6                     |
| 14e                   | Juan Antonio Flecha   | Espagne               | Vacansoleil-DCM         | 4                     |
| 15e                   | Matthew Goss          | Australie             | Orica-GreenEDGE         | 2                     |
| modifier              |                       |                       |                         |                       |

### Cols et côtes
| Col de la Vayède (km 68) 4e catégorie | Col de la Vayède (km 68) 4e catégorie | Col de la Vayède (km 68) 4e catégorie | Col de la Vayède (km 68) 4e catégorie | Col de la Vayède (km 68) 4e catégorie |
| ------------------------------------- | ------------------------------------- | ------------------------------------- | ------------------------------------- | ------------------------------------- |
|                                       | Coureur                               | Pays                                  | Équipe                                | Point(s)                              |
| 1er                                   | Kanstantsin Siutsou                   | Biélorussie                           | Sky                                   | 1                                     |
| modifier                              |                                       |                                       |                                       |                                       |

## Classements à l'issue de l'étape

### Classement général
| Classement général | Classement général   | Classement général | Classement général      | Classement général  |
|                    | Coureur              | Pays               | Équipe                  | Temps               |
| ------------------ | -------------------- | ------------------ | ----------------------- | ------------------- |
| 1er                | Daryl Impey          | Afrique du Sud     | Orica-GreenEDGE         | en 22 h 18 min 17 s |
| 2e                 | Edvald Boasson Hagen | Norvège            | Sky                     | + 3 s               |
| 3e                 | Simon Gerrans        | Australie          | Orica-GreenEDGE         | + 5 s               |
| 4e                 | Michael Albasini     | Suisse             | Orica-GreenEDGE         | + 5 s               |
| 5e                 | Michał Kwiatkowski   | Pologne            | Omega Pharma-Quick Step | + 6 s               |
| 6e                 | Sylvain Chavanel     | France             | Omega Pharma-Quick Step | + 6 s               |
| 7e                 | Christopher Froome   | Royaume-Uni        | Sky                     | + 8 s               |
| 8e                 | Richie Porte         | Australie          | Sky                     | + 8 s               |
| 9e                 | Nicolas Roche        | Irlande            | Saxo-Tinkoff            | + 14 s              |
| 10e                | Roman Kreuziger      | Tchéquie           | Saxo-Tinkoff            | + 14 s              |
| modifier           |                      |                    |                         |                     |

### Classement par points
| Classement par points | Classement par points | Classement par points | Classement par points   | Classement par points |
| --------------------- | --------------------- | --------------------- | ----------------------- | --------------------- |
|                       | Coureur               | Pays                  | Équipe                  | Point(s)              |
| 1er                   | Peter Sagan           | Slovaquie             | Cannondale              | 159 points            |
| 2e                    | André Greipel         | Allemagne             | Lotto-Belisol           | 130 pts               |
| 3e                    | Mark Cavendish        | Royaume-Uni           | Omega Pharma-Quick Step | 119 pts               |
| modifier              |                       |                       |                         |                       |

### Classement du meilleur grimpeur
| Classement du meilleur grimpeur | Classement du meilleur grimpeur | Classement du meilleur grimpeur | Classement du meilleur grimpeur | Classement du meilleur grimpeur |
| ------------------------------- | ------------------------------- | ------------------------------- | ------------------------------- | ------------------------------- |
|                                 | Coureur                         | Pays                            | Équipe                          | Point(s)                        |
| 1er                             | Pierre Rolland                  | France                          | Europcar                        | 10 points                       |
| 2e                              | Simon Clarke                    | Australie                       | Orica-GreenEDGE                 | 5 pts                           |
| 3e                              | Blel Kadri                      | France                          | AG2R La Mondiale                | 5 pts                           |
| modifier                        |                                 |                                 |                                 |                                 |

### Classement du meilleur jeune
| Classement général du meilleur jeune | Classement général du meilleur jeune | Classement général du meilleur jeune | Classement général du meilleur jeune | Classement général du meilleur jeune |
|                                      | Coureur                              | Pays                                 | Équipe                               | Temps                                |
| ------------------------------------ | ------------------------------------ | ------------------------------------ | ------------------------------------ | ------------------------------------ |
| 1er                                  | Michał Kwiatkowski                   | Pologne                              | Omega Pharma-Quick Step              | en 22 h 18 min 23 s                  |
| 2e                                   | Andrew Talansky                      | États-Unis                           | Garmin-Sharp                         | + 16 s                               |
| 3e                                   | Nairo Quintana                       | Colombie                             | Movistar                             | + 19 s                               |
| modifier                             |                                      |                                      |                                      |                                      |

### Classement par équipes
| Classement par équipes | Classement par équipes | Classement par équipes | Classement par équipes |
|                        | Équipe                 | Pays                   | Temps                  |
| ---------------------- | ---------------------- | ---------------------- | ---------------------- |
| 1re                    | Orica-GreenEDGE        | Australie              | en 66 h 3 min 4 s      |
| 2e                     | Sky                    | Royaume-Uni            | + 8 s                  |
| 3e                     | Saxo-Tinkoff           | Danemark               | + 19 s                 |
| modifier               |                        |                        |                        |

## Abandons
- Maxime Bouet (AG2R La Mondiale) : non-partant
- Nacer Bouhanni (FDJ.fr) : abandon pour raisons médicales
- Fredrik Kessiakoff (Astana) : abandon
- Jurgen Van den Broeck (Lotto-Belisol) : non-partant